# Dominique Quesnel
Pour les articles homonymes, voir Quesnel.
Dominique Quesnel est une actrice québécoise née le 8 mars 1964 à Saint-Lambert. Percussionniste, elle est également membre fondatrice de la formation musicale les Secrétaires percutantes.

## Biographie
Diplômée de l'École nationale de théâtre à Montréal en 1988, Dominque Quesnel enchaine les rôles aussi bien à la télévision, au théâtre qu'au cinéma. Elle fait ses débuts professionnels en 1988 dans la pièce de théâtre Les Muses orphelines, mise en scène par André Brassard au Théâtre d'aujourd'hui. Depuis, elle a joué dans plus de quarante pièces de théâtre, privilégiant les créations québécoises. 
Quesnel participe à plus d'une dizaine de séries télévisées. Alors qu'elle bénéficie déjà d'une certaine notoriété au théâtre et au cinéma, le personnage d'Andrée Métivier qu'elle incarne de 2012 à 2017 dans la  série Mémoires Vives lui apporte la fait connaitre du grand public. 
En 1995, elle fonde avec 7 autres comédiennes la formation musicale Les Secrétaires percutantes. Costumées en secrétaires "kitch", les percussionnistes se produisent dans les bars, les événements et les festivals à travers le Québec. En se permettant de jouer dans un espace généralement réservé aux hommes, elles présentent un répertoire varié allant du rap à la musique africaine et ce, dans un atmosphère rempli d'humour. En 2000, elle présentent un spectacle au Lion d'or puis au Zest l'année d'ensuite.  

## Filmographie

### Cinéma
- 1989 : Jésus de Montréal
- 1994 : Regards volés
- 1997 : Cabaret Neiges Noires : Le Vieille Dame
- 1999 : Les siamoises
- 2000 : La Veuve de Saint-Pierre : La patronne de l'auberge
- 2001 : Crème glacée, chocolat et autres consolations : Mme Beaudry
- 2002 : Les Dangereux : Rachel
- 2004 : Les Aimants  : la douanière
- 2005 : Horloge biologique : la pharmacienne
- 2006 : Et que Dieu bénisse l'Amérique : Carole Migneault
- 2006 : Continental (un film sans fusil)  : Manon
- 2010 : Les Sept Jours du talion : Maryse Pleau
- 2012 : Le Torrent : Claudine Perreault

### Télévision
- 1995 : Les grands procès : Hôtelière Tardif
- 1997 : Omertà: Nancy
- 1999 : Les Siamoises
- 1999-2002 : Virginie  (série télévisée) : Johanne
- 2000 : Tag (série télévisée) : Gisèle la travailleuse sociale
- 2001 : Fortier (série télévisée) : France Plourde
- 2003 : L'Odyssée (série télévisée) : Pénélope
- 2004 : Détect Inc. (série télévisée) : Madame Charlie
- 2004 : Histoires de filles : Nicole
- 2009-2011 : Les Rescapés : Sylvie
- 2008-2009 : Tout sur moi (série télévisée) : Natasha
- 2012-2017 : Mémoires vives (série télévisée) : Andrée Métivier
- 2017 : Les Pêcheurs : Femme-guide
- 2019 : La Faille : Dominique  Fournier
- 2023- : L'air d'aller

### Théâtre
- 1988 :  Les Muses orphelines : Isabelle
- 1992-1997 : Cabaret Neiges Noires : Lise, la vieille dame
- 1995-1997 : Lolita : Martha Jakarta
- 1998-1999 : Don Quichotte : la gouvernante, la femme de l'aubergiste, Maritorne
- 2001 : Le langue-à-langue des chiens de roche : Déesse
- 2001 : Titanica, la robe des grands combats... : Isadora
- 2003: Danser à Lughnasa : Maggie
- 2000, 2003 : L'Odyssée : Pénélope, Anticlée
- 2004 : Doldrum Bay : Louise
- 2005 : Une ardente patience : madame Rosa
- 2006 : Britannicus : Agrippine
- 2005-2008 : Tête première : Allison Ellis
- 2006-2009 : Les points tournants : Iona, Mo, la mère, l'adolescent
- 2002-2009 : Hippocampe (Brullemans) : Mélissa
- 2011 : À toi, pour toujours, ta Marie-Lou : Carmen
- 2010-2013 : Les Belles-sœurs : Thérèse Dubuc
- 2014 : Eden Motel : Paloma
- 2016 : Audition ou Me, Myself and I : Ricki
- 2016 : Macbeth : Lady Macbeth
- 2016 : Saint-André-de-l'Épouvante : Loulou
- 2017 : Avant-garde : Silly
- 2017 : Les Enivrés : Linda, Rudolph
- 2016-2018 : Le Brasier : Claudie, Carole
- 2018 : Les robots font-ils l'amour? : Primatologue, Riki Laforêt

### Doublage
- 2021 : Encanto : La Fantastique Famille Madrigal : Abuela (versions française et québécoise)
- 2023 : L'île des défis extrêmes (2023) : Axel (versions québécoise)
- 2024 : Kung Fu Panda 4 : Grand-Mère sanglier (versions québécoise)

## Distinctions

### Récompenses
- 1996 : Prix du public Théâtre Denise-Pelletier (Rhinocéros)
- 2016 : Finaliste Prix de la critique 2015-2016 de l'AQCT Interprétation féminine pour son rôle dans Macbeth

### Nominations
- 2004: nomination pour un prix du gala des Masques pour interprétation féminine dans un rôle de soutien dans Danser à Lughnasa

- 2013: nomination pour un prix Jutra (maintenant prix du Gala Québec Cinéma) pour la meilleure actrice dans Le Torrent[2].